# 2023-as választások az Amerikai Egyesült Államokban
A 2023-as választásokat az Amerikai Egyesült Államokban nagyrészt 2023. november 7-én tartották. Az országban általában páros években tartanak választásokat, így a páratlan években szövetségi szinten szinte csak előrehozott választásokat tartanak, megüresedett kongresszusi székekért. Széküresedések és tagsági halálok miatt 2023. novemberig három választást tartottak az országban, illetve állami szinten kormányzóválasztást, polgármesteri választást és több városi választást is rendeztek. A Demokrata Párt megtartotta Kentucky kormányzóságát, megszerezték az irányítást Wisconsin Legfelsőbb Bírósága felett, megtartották a széküket a pennsylvaniai Legfelsőbb Bíróságon, szereztek öt széket a New Jersey-i államgyűlésben és visszaszerezték az irányítást a virginiai államgyűlés felett, illetve megtartották többségüket a Szenátusban, míg a Republikánus Párt megszerezte Louisiana és éppen csak megtartotta Mississippi kormányzóságát. Ezek mellett Ohio lakossága megszavazta, hogy alkotmányos jog legyen az abortusz, illetve legalizálta a kannabiszt. Az eredményeket a Demokrata Párt sikerének tekintették.
A választási időszakban a demokraták általánosan esetben felülteljesítettek az előrehozott választásokon. A Daily Kos és a FiveThirtyEight 2023 szeptemberi elemzése szerint, amiben 38 választás adatait használták fel, a demokraták legalább 10%-kal felülteljesítettek, míg 2018 és 2020 között ez a szám mindössze 4% volt, 2020-ban pedig 7,6%. A párt 2023-as győzelmei meglepően nagy különbséget hoztak demokrata kerületekben, illetve a párt vereségei is sokkal kisebb különbséggel történtek meg, mint az megszokott. Ugyan a végeredmények nagyjából megegyeztek az előrejelzésekkel, a párt sokkal felülmúlta az elvárásokat, Joe Biden demokrata elnök alacsony támogatottsága és az egyre negatívabb, 2024-re szóló előrejelzések ellenére is.
Demokraták és republikánusok is az abortuszjogok támogatottságát emelték ki, mint a kék párt teljesítményének fő oka. A 2022-es Dobbs kontra Jackson Women’s Health Organization döntés következtében már azon év júniusában elég egyértelműen a pártok támogatóinak sokat számított játszott az abortuszjogokhoz való hozzáállás. Sok konzervatív szakértő is „tarthatatlan” és „elektori katasztrófa” kifejezésekkel méltatta a republikánusok folytatódó együttállását az abortuszellenes mozgalommal. A fiatal szavazók kiemelkedő többsége támogatta az abortuszjogokat, az egyre republikánusabb Ohióban a 18 és 29 éves kor közötti szavazópolgárok 77%-a támogatta a javaslatot, még a republikánusok többsége is.

## Szövetségi választások

### Képviselőházi választások
- Virginia, 4.: Jennifer McClellan demokrata jelölt legyőzte a republikánus Leon Benjamint a márciusi előrehozott választáson, hogy betöltsék Donald McEachin megüresedett székét, miután a képviselő 2022. november 28-án elhunyt.[8] A kerület túlnyomó demokrata többséggel rendelkezik (D+16).[9]
- Rhode Island, 1.: Gabe Amo demokrata jelölt legyőzte a republikánus Gerry Leonard Jr.-t, hogy betöltsék a május 31-én lemondott David Cicilline székét, aki a Rhode Island Foundation vezérigazgatója lett.[10][11] A kerület túlnyomó demokrata többséggel rendelkezik (D+14).[9]
- Utah, 2.: Chris Stewart republikánus képviselő 2023. szeptember 15-én lemondott felesége egészségügyi problémái miatt.[12] A kerület túlnyomó republikánus többséggel rendelkezik (R+11).[9] A párt jelöltje Celeste Maloy lesz a november végi választáson, ellenfele pedig Kathleen Reibe demokrata állami szenátor. Az elvárások szerint a szék biztosan a republikánusokkal maradt.[13]

| Kerület           | Jelöltek | Eredmény                                    | For.   |
| ----------------- | --- | ------------------------------------------- | ------ |
| Virginia – 4.     | - Jennifer McClellan 74.4% - Leon Benjamin | Jennifer McClellan, a szavazatok 74,4%-ával | [ 14 ] |
| Rhode Island – 1. | - Gabe Amo - Gerry Leonard Jr. | Gabe Amo, a szavazatok 64,7%-ával           | [ 15 ] |
| Utah – 2.         | - FG Joseph Buchman - Cassie Easley (Alkotmámypárt) - Bradley Garth Green (Libertárius) - Celeste Maloy - FG Perry Myers - Kathleen Riebe - January Walker (Egyesült Utah) | Választás 2023. november 21-én.             |        |

## Állami választások

### Kormányzóválasztás
- Kentucky: Andy Beshear demokrata kormányzót újraválasztották a szavazatok 52,5%-ával, legyőzve a republikánus Daniel Cameront.[16]
- Louisiana: Jeff Landry republikánus főügyész megszerezte a szavazatok 51,6%-át a 14 jelöltet tartalmazó választáson, megelőzve Shawn Wilsont több, mint 25%-os előnnyel. A szék korábban demokrata volt.[17]
- Mississippi: Tate Reeves republikánus kormányzót újraválasztották a szavazatok 51,6%-ával, legyőzve a demokrata Brandon Presleyt.[18]

| Állam       | Jelöltek                                                          | Eredmény                              |
| ----------- | ----------------------------------------------------------------- | ------------------------------------- |
| Kentucky    | - Andy Beshear - Daniel Cameron                                   | Andy Beshear, a szavazatok 52,5%-ával |
| Louisiana   | - Jeff Landry - Shawn Wilson - Stephen Waguespack - John Schroder | Jeff Landry, a szavazatok 51,6%-ával  |
| Mississippi | - Tate Reeves - Brandon Presley - FG Gwendolyn Gray               | Tate Reeves, a szavazatok 51,6%-ával  |

### Főügyészválasztás
| Állam       | Jelöltek                                                                               | Eredmény                                 |
| ----------- | -------------------------------------------------------------------------------------- | ---------------------------------------- |
| Kentucky    | - Russell Coleman - Pamela Stevenson                                                   | Russell Coleman, a szavazatok 58,0%-ával |
| Louisiana   | - Liz Murrill - Lindsey Cheek - John Stefanski - Perry Walker Terrebonne - Marty Maley | Második forduló november 18-án           |
| Mississippi | - Lynn Fitch - Greta Kemp Martin                                                       | Lynn Fitch, a szavazatok 58,7%-ával      |

### Népszavazások
- Oklahoma – Márciusban Oklahoma lakossága elutasította a State Question 820 javaslatot, ami legalizálta volna a kannabiszt rekreációs felhasználásra, 21 éves kor felett.[19]
- Wisconsin – Áprilisban Wisconsin lakossága nagy különbséggel elfogadott három javaslatot:[20]
  - 1. és 2. kérdés: kibővítették bírók által használt kritériumot óvadékok kiszabására.
  - 3. kérdés: jóléti támogatással kapcsolatos javaslatok.
- Ohio – Augusztusban Ohio lakossága elutasított egy javaslatot, ami szerint a jövőben a lakosság 60%-ának szavazatára lett volna szükség az alkotmány megváltoztatására.[21][22]
- Maine – Novemberben Maine lakossága elutasított egy javaslatot, aminek következtében az államban létrehoztak volna egy állami áramszolgáltatót,[23] de elfogadtak egy alkotmánymódosítást, ami szerint minden egyes nyomtatásban kötelezően fel kell tüntetni az X cikkely első, második és ötödik szekcióját. Ezek 1876 óta nem szerepeltek az alkotmányban, de hivatalosan soha nem lettek visszavonva. Ezek leginkább Maine és Massachusetts elválásának részleteiről, az állam kötelezettségeiről az indián törzsek felé és Maine első törvényhozásának összegyűléséről szóltak.[24]
- New York – Novemberben New York lakossága elfogadott két javaslatot, Proposal One és Proposal Two néven, amik kisvárosi iskolakerületekkel és szennyvízcsatornázással kapcsolatban születtek.[25]
- Ohio – Novemberben Ohio lakossága elfogadott két javaslatot, amelyek közül az egyik alkotmányos joggá tette az abortuszt,[26][27] míg a másik legalizálta a kannabiszt rekreációs felhasználásra.[28][29] Mindkét javaslat több, mint 56%-os támogatottságot szerzett.[30]
- Texas – Novemberben Texas lakossága 14 alkotmánymódosításról szavazott. Egy kivételével mindet elfogadták. Ezek mellett egy megyék, városok és iskolai kerületek kisebb, csak helyi fontosságú ügyekről is döntöttek.[31]